# Jaap Rus
Jacob "Jaap" Rus (Goes, 29 november 1923 – Vlissingen, 19 januari 2019) was een Nederlands verzetsstrijder in de Tweede Wereldoorlog en projectleider bij Rijkswaterstaat in Zeeland.

## Biografie
Rus is de oudste zoon van Jan Rus en Pietje Droogers. Zijn vader dreef een touwslagerij en brandstoffenhandel in Goes. Tijdens zijn arbeidzame leven was Rus werkzaam als waterbouwkundig ingenieur (Ing) bij Rijkswaterstaat. Hij was getrouwd en kreeg drie dochters, onder wie de latere psychiater Carla Rus. Jaap Rus overleed in januari 2019 op 95-jarige leeftijd.

## Tweede Wereldoorlog

### Oorlog en verzet in Zeeland
Leden van verschillende Zeeuwse verzetsgroepen speelden in de Tweede Wereldoorlog een rol bij de strategisch zo belangrijke Slag om de Schelde.
Rus zat nog op de HBS toen hij lid werd van de verzetsgroep van Daan Kloosterman in Goes. Hij fungeerde als ordonnans voor de communicatie met de leiding op Zuid-Beveland welke onder Piet Kloosterman viel. Er was personele overlap tussen de Groep Albrecht op Walcheren en de Ordedienst (OD), zoals via de verbindingsofficier Cor Antheunisse. Ook maakte de Groep Albrecht gebruik van de zender van de OD in Middelburg. Rus kwam terecht in de hulp aan onderduikers (LO) en verrichtte spionagewerk. Zo observeerde hij Duitse transporten via het spoor, een radiostation ten zuiden van Goes richting ‘s Gravenpolder en munitiedepots. Hij rapporteerde aan zijn ondercommandant Merien de Groot. De geheime zender stond bij huisarts Dikkenberg aan de Goese Oostsingel. Berichten werden doorgezonden naar Middelburg die verbinding met Holland en Engeland had. Ook was er een koeriersdienst.

### Spionage tijdens Arbeitseinsatz
De eerste jaren van de oorlog was Rus vrijgesteld van de Arbeitseinsatz vanwege zijn vervolgstudie op het Zeeuws Technisch Instituut (ZTI), maar uiteindelijk werd hij toch opgeroepen. Eerst wilde hij onderduiken, maar toen bleek dat hij tewerkgesteld werd bij Todt, de bouworganisatie van de Duitse Wehrmacht in Westkapelle op Walcheren droeg zijn ondercommandant Merien de Groot hem op om aldaar de verdedigingswerken van de Atlantikwall te observeren en hem verslag uit te brengen. De tewerkgestelden kwamen tijdens het transporteren van zakken zand en dergelijke dicht bij de verdedigingswerken en Rus kon de radarpost ten zuiden van Westkapelle en de versperrungen op het strand – zoals bunkers, mijnenvelden en geschut – redelijk goed observeren en in zich opnemen. Thuisgekomen maakte hij uit zijn hoofd geografische en technische schetsen hiervan en gaf deze aan zijn ondercommandant De Groot. Informatie over de radarpost gaf Rus móndeling door aan De Groot.

### Slag om de Schelde
Na de landing in Normandië was daar een noodhaven aangelegd, maar medio 1944 waren de aanvoerwegen hiervandaan naar het front te lang geworden voor een snelle opmars. De havens van Antwerpen zouden gebruikt kunnen worden voor aanvoer van nieuw materieel, maar dan zou de Westerschelde in Zeeland eerst terugveroverd moeten worden. Een complexe operatie waarbij - net als in Normandië – de Atlantikwall aan de kust van Walcheren vanuit zee doorbroken moest worden. Deze laatste invasie vond begin november 1944 plaats in Westkapelle en Vlissingen. Leden van verschillende Zeeuwse verzetsgroepen hebben tijdens deze slag de geallieerde troepen geholpen. Onder meer door – met gebruikmaking van lokale kennis van het moeilijk begaanbare, drassige gebied – hen de weg te wijzen, zelf mee te vechten en Duitse soldaten gevangen te nemen.

### Toch onderduiken
In de loop van de oorlog moest een deel van Rus’ verzetsgroep onderduiken. Meerdere leden van het Goese verzet hebben het niet overleefd. Ondercommandant Merien de Groot werd – terwijl de bevrijding van Zeeland al gaande was – op 8 oktober 1944 gefusilleerd. In het arrestatiebevel staat dat hij is opgepakt vanwege gestolen voedselbonnen en documenten betreffende de Wehrmacht zelf, hoewel hij ten tijde van zijn arrestatie niet meer over belastend materiaal beschikte.
Ook Rus werd gezocht, waardoor hij alsnog moest onderduiken. Bij onraad kroop hij in de onderkeldering onder een van de bedsteden in de alkoof van zijn ouderlijk huis. De ene nacht sliep hij thuis, de andere nacht bij de buren. De nacht dat de Duitsers, waarschijnlijk de Sicherheitspolizei (SD) Jaap Rus zochten, sliep hij bij de buren. Hij heeft hier de laarzen van de SD’ers in zijn ouderlijk huis horen stampen.

## Na de oorlog

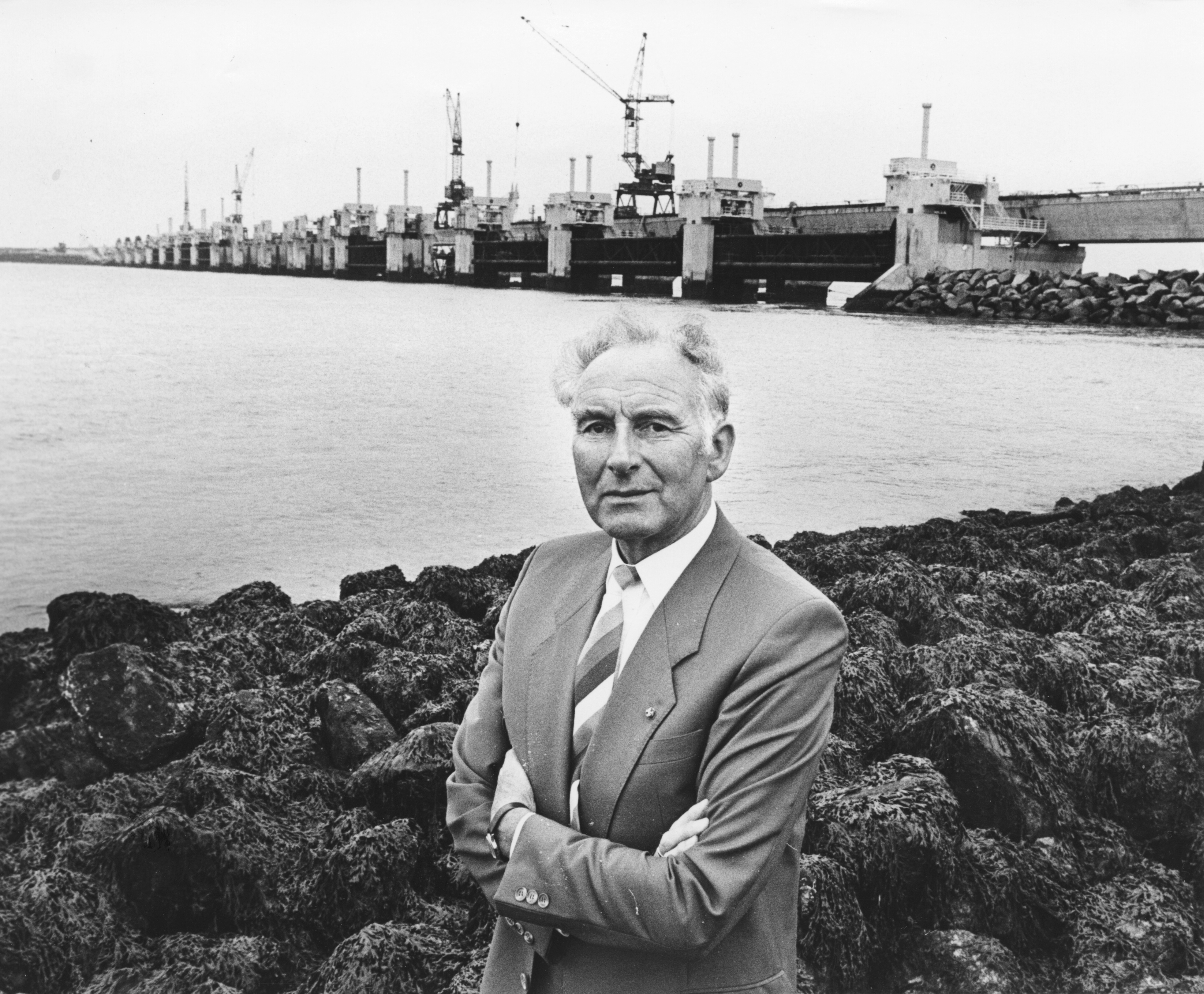
Jaap Rus voor de Oosterscheldekering op 24 september 1985

In het machtsvacuüm na de bevrijding moest Rus als lid van de Ordedienst (OD) voor orde en veiligheid zorgen. Als lid van de Binnenlandse Strijdkrachten kreeg hij vanaf 5 september tot 8 december 1944 de militaire status. Daarna vervolgde hij zijn studie waarna hij vanaf januari1948 als ingenieur bij de Rijkswaterstaat heeft bijgedragen aan de wederopbouw van Nederland. Hij gaf mede leiding aan het herstellen en de nieuwbouw van bruggen en sluizen. In Zeeland (sluizen en Vlakebrug over het Kanaal door Zuid-Beveland). Vanaf januari 1959 was hij technisch hoofdambtenaar in de dienstkring Hansweert. In Amsterdam was hij van 1951 tot 1958 namens Rijkswaterstaat projectleider van het herstel van de Oranjesluizen. Verder had hij als hoofd van de beheersdienst een belangrijk aandeel in de tracé vaststelling en voorbereiding van de IJ-oeververbinding bij Schellingwoude, waaronder de Schellingwouderbrug en was hij betrokken bij de uitvoering van de werken.
In de jaren 70 was hij een van de projectleiders bij de bouw van de Vlaketunnel. Daarna werd Rus hoofd van de afdeling ‘Beheer en Onderhoud Waterhuishouding en Waterkeringen’ van de directie Zeeland. Hij gaf leiding aan de ontwikkeling van geheel nieuwe systemen ten behoeve van het toekomstige beheer van de Oosterscheldekering. Rus was voorzitter van de werkgroep ‘Inrichting en Beheer stormvloedkering’.

## Nevenfuncties
- Afgevaardigde afdeling Zeeland in de Federatieraad van de NFR/VVN (Nationale Federatieve Raad van het Voormalig Verzet Nederland).[4][5]
- Coördinator kranslegging Voormalig Verzet Zeeland.
- Bestuursvoorzitter Christelijke Pedagogische Academie Zeeland en medeverantwoordelijk voor de fusie van meerdere hogescholen tot één Hogeschool Zeeland.
- Examinator ZTI (ging later gedeeltelijk over in de HTS).
- Voorzitter van diverse commissies van Gereformeerde Kerken (later PKN).

## Onderscheidingen en prijzen
- 28 februari 1984: Verzetsherdenkingskruis.[6]
- 26 april 1984: Officier in de Orde van Oranje Nassau. Uitgereikt door minister Neelie Smit Kroes van Verkeer en Waterstaat vanwege Rus’ innovatieve werk als projectleider bij de bouw van de Oosterscheldekering.[24]
- 1985: Maaskantprijs (tweejaarlijkse prestigieuze architectenprijs) uitgereikt door burgemeester Bram Peper van Rotterdam aan Rijkswaterstaat. Dit vanwege het feit dat zij met het eiland Neeltje Jans 'een werk van groot publiek belang inzichtelijk hebben gemaakt voor het grote publiek'. Rus is hierbij eigenaar van het idee van de publiekspijler. Hierdoor kan het publiek via een bovenbalk de snelheid van het doorstromende water ervaren.
- 4 oktober 1986: Bronzen Legpenning Deltawerken voltooid.
- 1 november 2014: Op persoonlijke titel ontvangen van een Canadese veteraan een insigne met het opschrift: Liberation 70 years 1945-2015 of the Netherlands, bonds of friendship. Dit kreeg Rus als symbool van de diepe verbondenheid tussen het Canadese leger en de Zeeuwen tijdens de Battle of the Scheldt.